# Dactylispa spinosa
Dactylispa spinosa es una especie de insecto coleóptero de la familia Chrysomelidae.
Fue descrita científicamente en 1801 por Weber.